# 工人世界
《工人世界》（西班牙語：Mundo Obrero）是西班牙共产党出版的刊物，其编辑部位于西班牙首都马德里。《工人世界》原为日报，现已改为半月刊。

## 历史
《工人世界》首次出版于1930年8月23日，最初的编辑是秘鲁新闻工作者塞萨尔·法尔孔，他得到苏联的财政支持，获得了第三国际5万比塞塔的援助。
1933年，报纸的日发行量为24,000份，在塞维利亚的销量最高，甚至领先于首都马德里。